# 오카마치역
오카마치역(일본어: 岡町駅, おかまちえき)은 일본 오사카부 도요나카시에 있는 한큐 전철 다카라즈카 본선의 역이다. 역 번호는 HK-45이다.

## 역사
- 1910년 3월 10일: 미노오아리마 전기궤도의 다카라즈카 본선 개통과 동시에 영업 개시. 한큐에서는 오래된 역 중 하나이다.
- 1997년: 고가화. 고가화 공사 이전에는 상대식 승강장 2면 2선의 형태였다.
- 2000년 7월 19일: 고가시타 상업 시설 "티오 한큐 오카마치" 오픈.
- 2003년 8월 30일: 다이아 개정에 의하여 우메다 행 준급행 정차역이 됨.
- 2013년 12월 21일: 역 번호 도입.

## 역 구조
섬식 승강장 1면 2선의 고가역이다. 분기기, 절대 신호가 없어 정류장으로 분류되고, 소네역 ~ 도요나카 역간의 고가 구간에서는 유일한 정류장 구조이다. 개찰구와 대합실은 2층, 승강장은 3층에 있다. 개찰구는 1개소뿐이다.

### 승강장
| 번호 | 노선              | 방향 | 행선                                                |
| ---- | ----------------- | ---- | --------------------------------------------------- |
| 1    | ■ 다카라즈카 본선 | 하행 | 이시바시・가와니시노세구치・미노오・다카라즈카 방면 |
| 2    | ■ 다카라즈카 본선 | 상행 | 오사카 (우메다)・고베・교토・기타센리 방면          |

## 역 주변
역 주변은 지리적으로 도요나카 시의 중앙에 위치하고 고대부터 있는 하라다 신사와 몬젠마치에 접한다. 몬젠마치는 노세 가도와 이타미 가도의 결절점으로, 현재의 오카마치 상가에 해당한다. 행정 기능의 중추인 시청, 의회와 가장 가까운 역이다.
- 도요나카 시청
- 도요나카 상공회의소
- 도요나카 간이 재판소
- 도요나카 구 검찰청
- 도요나카 보건소
- 도요나카 경찰서
- 도요나카 시립 오카마치 도서관
- 도요나카 시립 전통 예술관
- 하라다 신사
- 사쿠라즈카 고분군
  - 오이시쓰카 고분
  - 고이시쓰카 고분
  - 오쓰카 고분
- 오쿠나이 도예 미술관
- 도코원(싸리나무 절)
- 도요나카 시립 고쿠메이 초등학교
- 오사카 부립 사쿠라즈카 고등학교
- 도요나카 오카마치 우체국
- 도요나카 사쿠라즈카 우체국
- 도요나카 다카라야마 우체국
- 오카마치 상점가
- 사쿠라즈카 상점가
- 도요나카텐마자(대중 연극)
- 로손 사쿠라즈카점 - 로손 개업 제1호점

## 사진

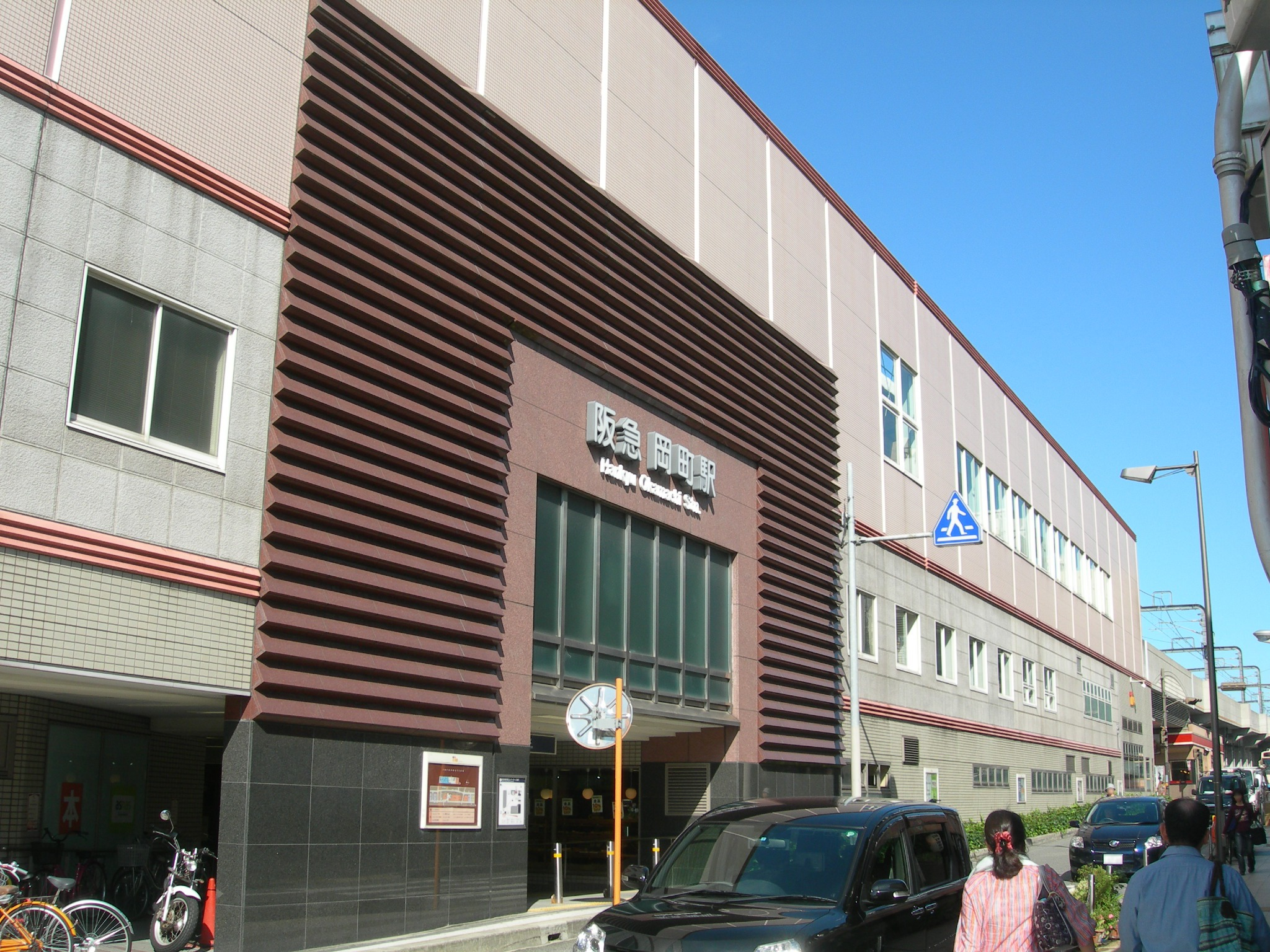
동쪽 출입구
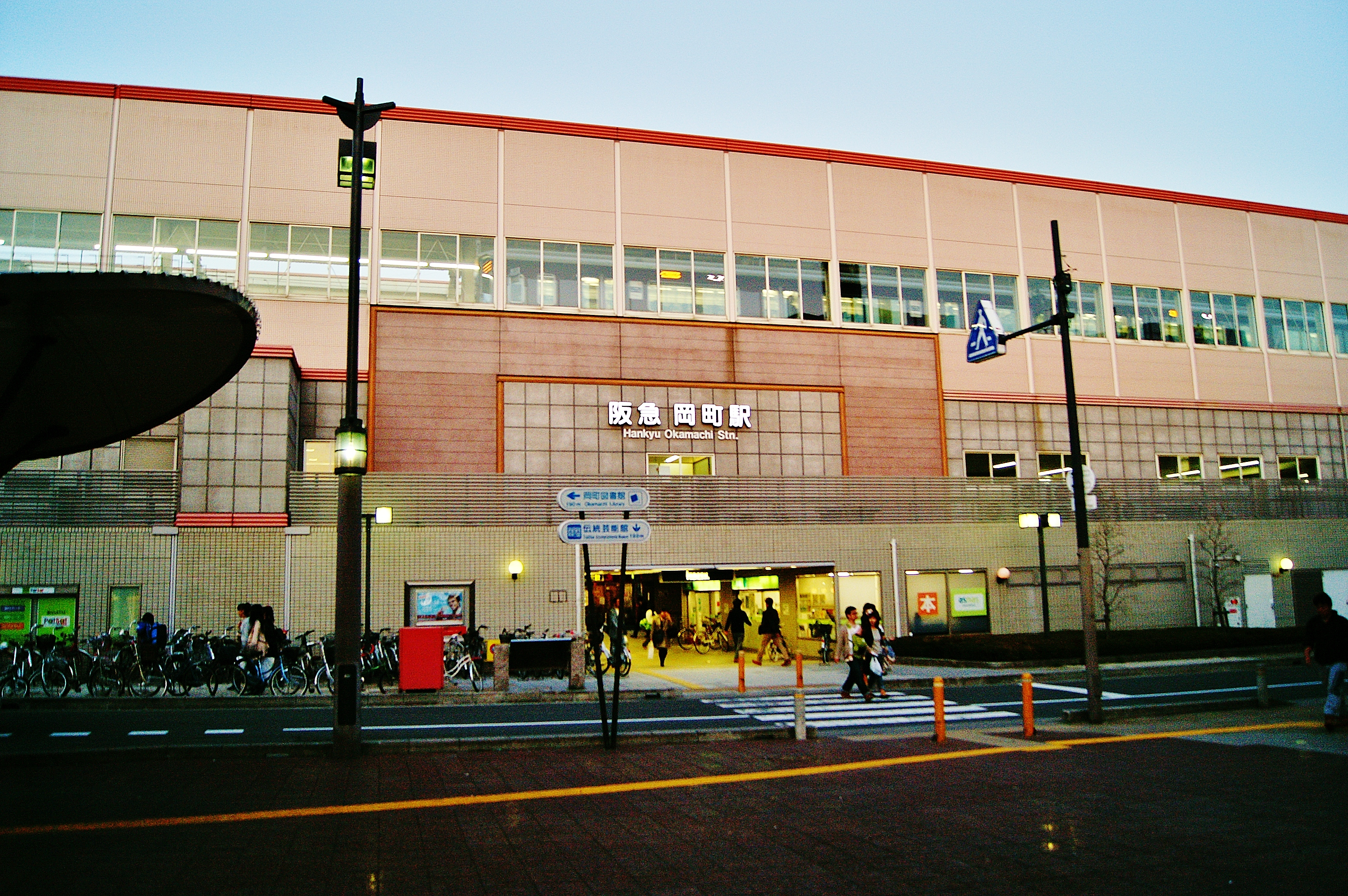
북쪽 출입구

## 인접역
| 한큐 전철 ■ 다카라즈카 본선 | 한큐 전철 ■ 다카라즈카 본선 | 한큐 전철 ■ 다카라즈카 본선                        |
| --------------------------- | --------------------------- | -------------------------------------------------- |
| HK-44 소네 우메다 방면      | ■ 준급 ■ 보통               | 도요나카 HK-46 미노오・닛세이추오・다카라즈카 방면 |